# Wieniec analny
Wieniec analny – zespół włosków na odwłoku niektórych Phthiraptera.
Wieniec analny tworzą włoski ułożone w pierścień. Występuje on zwykle u samic wszołów głaszczkowych.